# Batyle knowltoni
Batyle knowltoni es una especie de escarabajo del género Batyle, familia Cerambycidae. Fue descrita por Knull en 1968. Se encuentra en Estados Unidos.